# Lindsaea meifolia
Lindsaea meifolia är en ormbunkeart som först beskrevs av H. B. K., och fick sitt nu gällande namn av Georg Heinrich Mettenius och Oskar Kuhn. Lindsaea meifolia ingår i släktet Lindsaea och familjen Lindsaeaceae. Inga underarter finns listade.